# Eurocup Formula Renault 2.0 2007

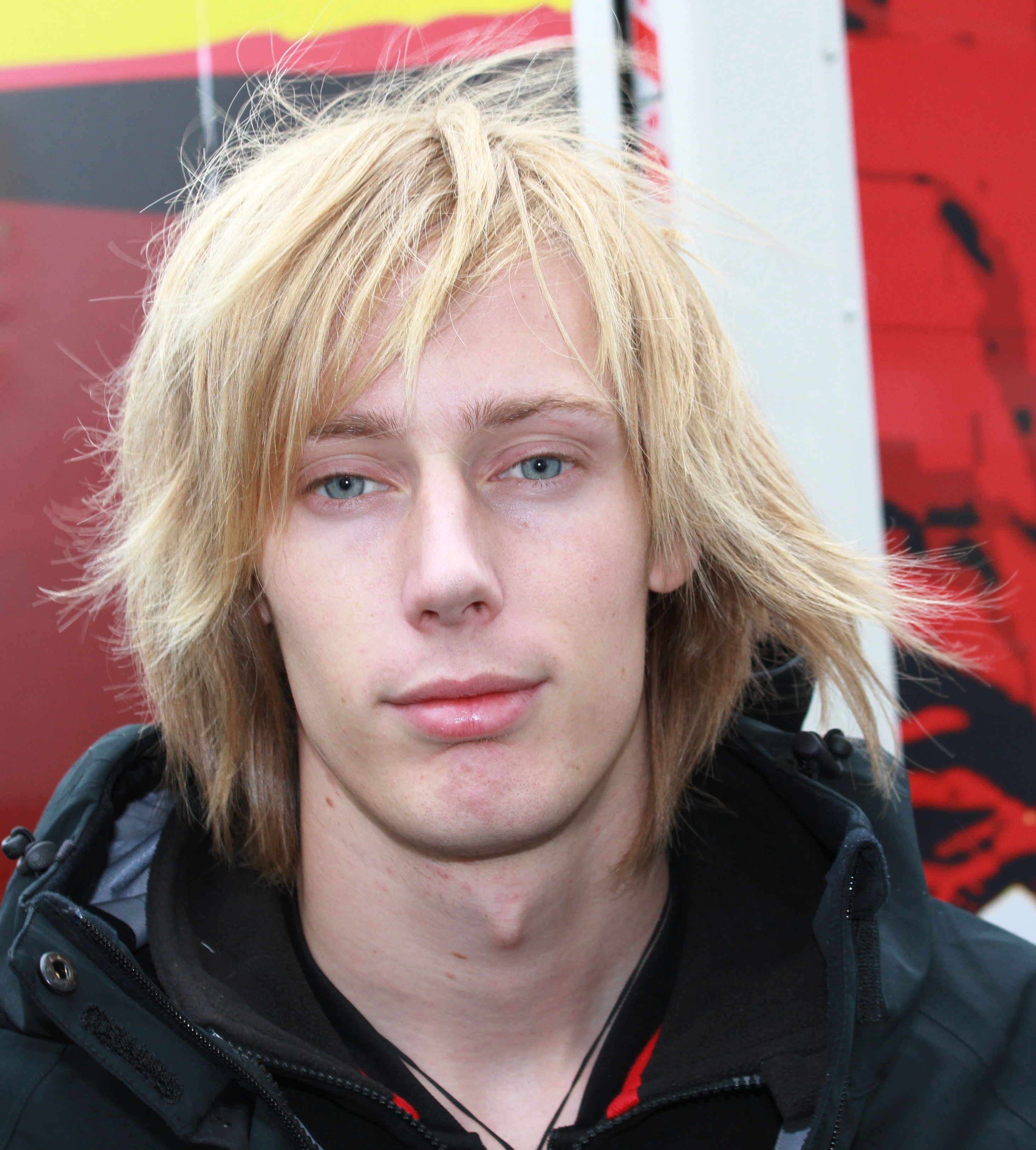
Brendon Hartley, champion de l'édition 2007 de l'Eurocup Formula Renault 2.0.

La saison 2007 de l'Eurocup Formula Renault 2.0 se déroule au sein des World Series by Renault du 21 avril au 28 octobre 2007. La saison comprend sept meetings, où chaque course durent 30 minutes.
Le titre a été conquis par le pilote Epsilon Red Bull, Brendon Hartley, un meeting avant le dénouement de la saison. Avec un premier week-end parfait, Hartley s'est imposé comme le favori du championnat, confirmé par sa régularité tout au long de la saison (2 autres victoires, 4 places sur le podium et 4 dans les points pour 2 abandons). Le vice-champion, Jon Lancaster s'octroie 5 épreuves mais un début de saison chaotique ruine ses chances de titre.
Le coéquipier du Britannique, Charles Pic, a terminé en troisième position, signant une victoire au Nürburgring. Stefano Coletti et Henkie Waldschmidt se sont également imposés, ainsi que Mathieu Arzeno, invité sur ses terres à Magny-Cours, victorieux des deux manches françaises.

## Engagés
| Écurie                | #  | Pilote                | Courses  |
| --------------------- | -- | --------------------- | -------- |
| SG Formula            | 1  | Nelson Panciatici     | 1-3      |
| SG Formula            | 1  | Edouard Texte         | 5        |
| SG Formula            | 1  | Fabio Onidi           | 6-7      |
| SG Formula            | 2  | Charles Pic           | Tous     |
| SG Formula            | 3  | Jon Lancaster         | Tous     |
| SG Formula            | 4  | Alexandre Marsoin     | Tous     |
| SG Formula            | 43 | Jules Bianchi         | 2-3, 7   |
| SG Formula            | 52 | Anton Nebylitskiy     | Tous     |
| Motorsport Arena      | 5  | Oliver Oakes          | Tous     |
| Motorsport Arena      | 6  | Frank Kechele         | Tous     |
| Motorsport Arena      | 7  | Fabio Onidi           | 1-5      |
| Motorsport Arena      | 7  | Tiago Petiz           | 6        |
| Motorsport Arena      | 7  | Kuba Giermaziak       | 7        |
| Motorsport Arena      | 8  | Tobias Hegewald       | Tous     |
| Jenzer Motorsport     | 9  | Oliver Turvey         | Tous     |
| Jenzer Motorsport     | 10 | Roberto Merhi         | Tous     |
| Jenzer Motorsport     | 11 | Fabio Leimer          | Tous     |
| Epsilon Euskadi       | 12 | Miquel Julià Perello  | Tous     |
| Epsilon Euskadi       | 14 | Pablo Montilla        | Tous     |
| Epsilon Euskadi       | 15 | Stefano Coletti       | Tous     |
| Epsilon Euskadi       | 49 | Mathieu Arzeno        | 5, 7     |
| Epsilon RedBull       | 16 | Mika Mäki             | Tous     |
| Epsilon RedBull       | 18 | Brendon Hartley       | Tous     |
| Epsilon RedBull       | 19 | Jaime Alguersuari     | Tous     |
| Cram Competition      | 20 | Nicola Zonzini        | 2-3, 7   |
| Cram Competition      | 20 | Sergio Campana        | 5        |
| Cram Competition      | 21 | Daniel Zampieri       | Tous     |
| Cram Competition      | 22 | Giovanni Nava         | 1-2      |
| Cram Competition      | 22 | Frederico Muggia      | 4        |
| Cram Competition      | 22 | Pierre Combot         | 5, 7     |
| Prema Powerteam       | 23 | Andrea Caldarelli     | Tous     |
| Prema Powerteam       | 24 | Martin Plowman        | Tous     |
| Prema Powerteam       | 25 | Henkie Waldschmidt    | Tous     |
| BVM Minardi Team      | 26 | Felipe Rachid Lapenna | 1-3      |
| BVM Minardi Team      | 26 | César Ramos           | 4-6      |
| BVM Minardi Team      | 27 | Markus Niemelä        | 1-3      |
| BVM Minardi Team      | 27 | Adrian Quaife-Hobbs   | 4-7      |
| BVM Minardi Team      | 44 | Simeon Ivanov         | 2-3, 7   |
| District Racing       | 28 | Aleix Alcaraz         | Tous     |
| District Racing       | 29 | Mihai Marinescu       | Tous     |
| Omicron Racing        | 30 | Facundo Crovo         | 1-2, 4-5 |
| Omicron Racing        | 30 | Jamie Pintanez        | 6        |
| Omicron Racing        | 31 | Francesc Moreno       | Tous     |
| Omicron Racing        | 32 | Tiago Petiz           | 1-5      |
| Omicron Racing        | 32 | Pascal Kochem         | 6-7      |
| Boutsen Energy Racing | 33 | Stéphane Richelmi     | Tous     |
| Boutsen Energy Racing | 34 | Jonathan Hirschi      | 1-2      |
| Boutsen Energy Racing | 34 | Pierre Combot         | 3        |
| Boutsen Energy Racing | 34 | Nelson Panciatici     | 4-7      |
| Boutsen Energy Racing | 48 | Nelson Lukes          | 5        |
| SL Formula Racing     | 35 | Anton Nebylitskiy     | 1-5      |
| SL Formula Racing     | 36 | Pedro Nunes           | 1-5      |
| SL Formula Racing     | 41 | Natalia Kowalska      | 2        |
| SL Formula Racing     | 42 | David Sigacev         | 2        |
| Carlin Motorsport     | 37 | Alexander Khateeb     | 1-2      |
| Carlin Motorsport     | 37 | Jimmy Auby            | 3        |
| Carlin Motorsport     | 37 | Khalil Beschir        | 4        |
| Carlin Motorsport     | 42 | Joe Ghanem            | 1-4      |
| Graff Racing          | 39 | Tristan Vautier       | 1-2, 5   |
| Graff Racing          | 40 | Gary Hirsch           | 1-2, 5   |
| Steiner Motorsport    | 45 | Bianca Steiner        | 3        |
| TCS Racing            | 46 | Nicolas Marroc        | 5, 7     |
| RP Motorsport         | 50 | Patrick Kronenberger  | 6-7      |
| RP Motorsport         | 51 | Daniel Ricciardo      | 6-7      |

## Règlement sportif
- Chaque week-end de compétition comporte deux courses.
- L'attribution des points s'effectue selon le barème 15, 12, 10, 8, 6, 5, 4, 3, 2, 1 dans les deux courses du week-end
- Un point est attribué pour l'auteur d'une pole position.

## Courses de la saison 2007
| Manche | Manche | Circuit                         | Date         | Pole Position   | Meilleur tour   | Vainqueur          | Écurie          |
| ------ | ------ | ------------------------------- | ------------ | --------------- | --------------- | ------------------ | --------------- |
| 1      | R1     | Circuit de Zolder               | 21 avril     | Brendon Hartley | Brendon Hartley | Brendon Hartley    | Epsilon RedBull |
| 1      | R2     | Circuit de Zolder               | 22 avril     |                 | Brendon Hartley | Brendon Hartley    | Epsilon RedBull |
| 2      | R1     | Nürburgring                     | 5 mai        | Charles Pic     | Oliver Oakes    | Henkie Waldschmidt | Prema Powerteam |
| 2      | R2     | Nürburgring                     | 6 mai        |                 | Charles Pic     | Charles Pic        | SG Formula      |
| 3      | R1     | Hungaroring                     | 14 juillet   | Jules Bianchi   | Brendon Hartley | Brendon Hartley    | Epsilon RedBull |
| 3      | R2     | Hungaroring                     | 15 juillet   |                 | Jules Bianchi   | Stefano Coletti    | Epsilon Euskadi |
| 4      | R1     | Donington Park                  | 8 septembre  | Jon Lancaster   | Fabio Leimer    | Jon Lancaster      | SG Formula      |
| 4      | R2     | Donington Park                  | 9 septembre  |                 | Frank Kechele   | Brendon Hartley    | Epsilon RedBull |
| 5      | R1     | Circuit de Nevers Magny-Cours   | 22 septembre | Brendon Hartley | Stefano Coletti | Mathieu Arzeno     | Epsilon Euskadi |
| 5      | R2     | Circuit de Nevers Magny-Cours   | 23 septembre |                 | Brendon Hartley | Mathieu Arzeno     | Epsilon Euskadi |
| 6      | R1     | Circuit d'Estoril               | 20 octobre   | Jon Lancaster   | Jon Lancaster   | Jon Lancaster      | SG Formula      |
| 6      | R2     | Circuit d'Estoril               | 21 octobre   |                 | Jon Lancaster   | Jon Lancaster      | SG Formula      |
| 7      | R1     | Circuit de Catalunya, Barcelone | 27 octobre   | Brendon Hartley | Jon Lancaster   | Jon Lancaster      | SG Formula      |
| 7      | R2     | Circuit de Catalunya, Barcelone | 28 octobre   |                 | Jon Lancaster   | Jon Lancaster      | SG Formula      |

## Classement des pilotes

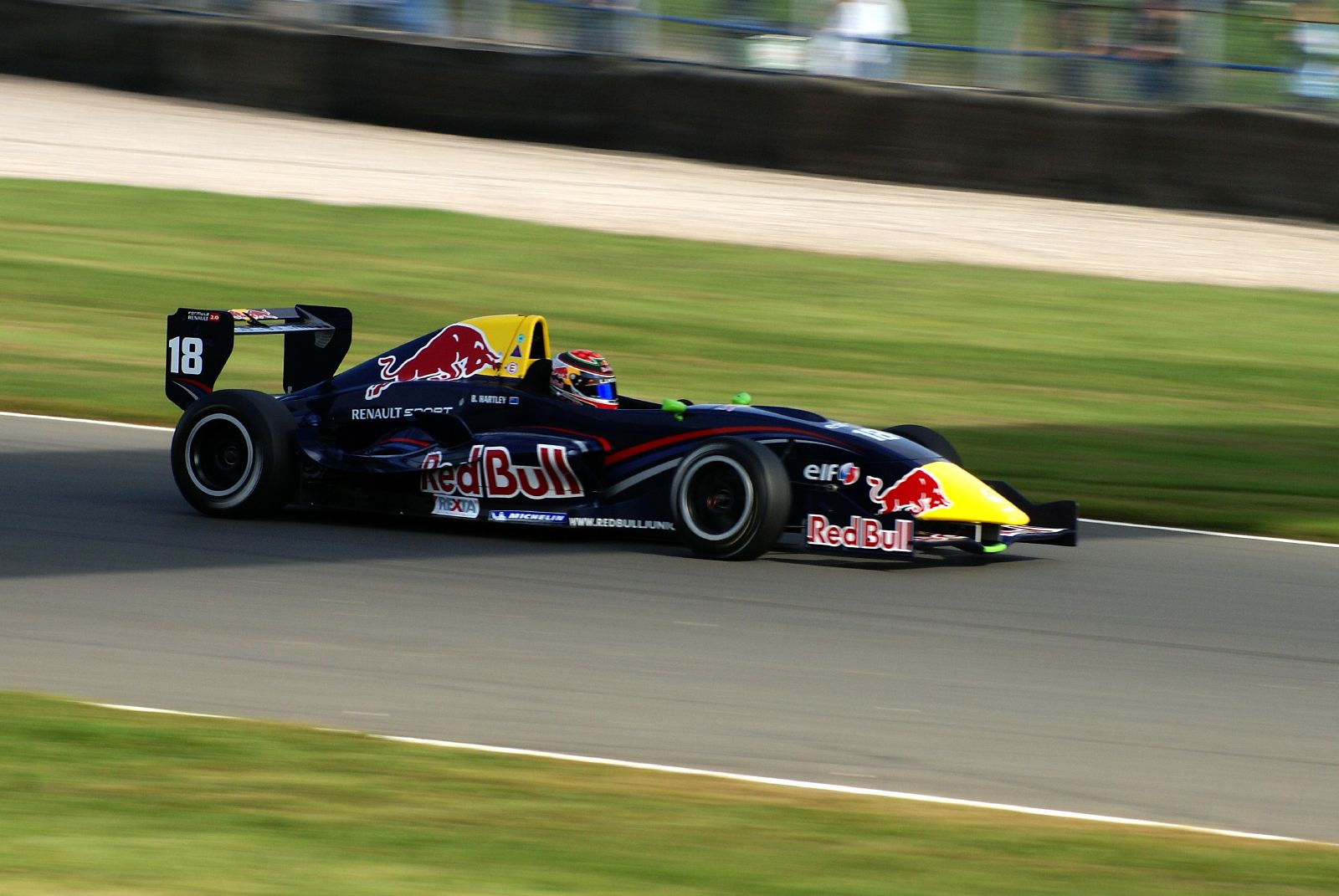
Brendon Hartley au volant de la Tatuus-Renault de l'écurie Epsilon Red Bull.

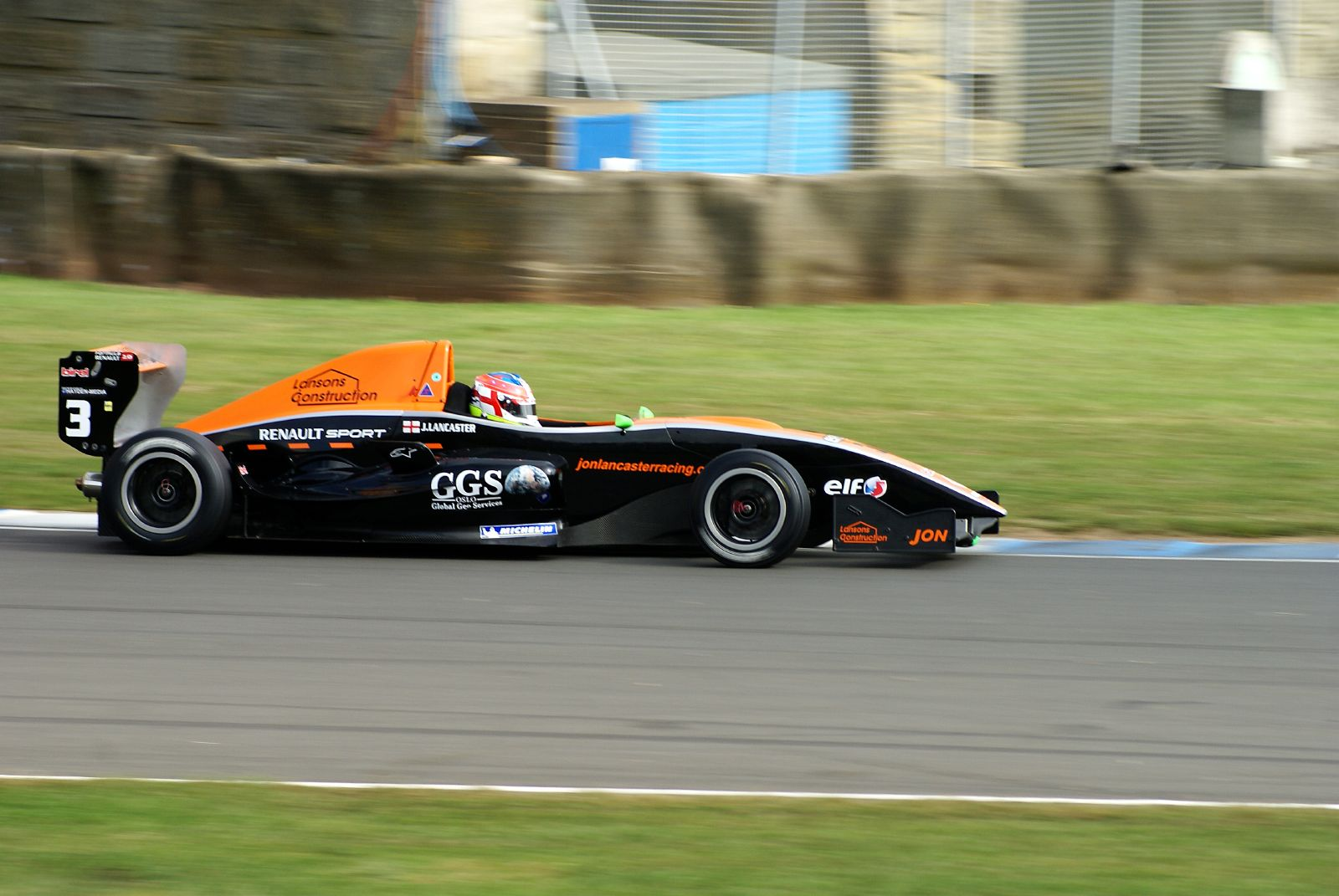
Jon Lancaster, vice-champion de l'édition 2007 de l'Eurocup Formula Renault 2.0.

| Classement | Pilote              | Pays             | Équipe                           | Nombre de points |
| ---------- | ------------------- | ---------------- | -------------------------------- | ---------------- |
| 1er        | Brendon Hartley     | Nouvelle-Zélande | Epsilon RedBull                  | 134              |
| 2e         | Jon Lancaster       | Royaume-Uni      | SG Formula                       | 102              |
| 3e         | Charles Pic         | France           | SG Formula                       | 88               |
| 4e         | Stefano Coletti     | Monaco           | Epsilon Euskadi                  | 71               |
| 5e         | Frank Kechele       | Allemagne        | Motorsport Arena                 | 67               |
| 6e         | Jaime Alguersuari   | Espagne          | Epsilon RedBull                  | 67               |
| 7e         | Henkie Waldschmidt  | Pays-Bas         | Prema Powerteam                  | 52               |
| 8e         | Oliver Turvey       | Royaume-Uni      | Jenzer Motorsport                | 51               |
| 9e         | Mika Mäki           | Finlande         | Epsilon RedBull                  | 46               |
| 10e        | Nelson Panciatici   | France           | SG Formula Boutsen Energy Racing | 44               |
| 11e        | Mihai Marinescu     | Roumanie         | District Racing                  | 37               |
| 12e        | Oliver Oakes        | Royaume-Uni      | Motorsport Arena                 | 32               |
| 13e        | Alexandre Marsoin   | France           | SG Formula                       | 25               |
| 14e        | Tobias Hegewald     | Allemagne        | Motorsport Arena                 | 25               |
| 15e        | Tristan Vautier     | France           | Graff Racing                     | 22               |
| 16e        | Markus Niemelä      | Finlande         | BVM Minardi Team                 | 20               |
| 17e        | Fabio Leimer        | Suisse           | Jenzer Motorsport                | 17               |
| 18e        | Roberto Merhi       | Espagne          | Jenzer Motorsport                | 16               |
| 19e        | Aleix Alcaraz       | Espagne          | District Racing                  | 7                |
| 20e        | Fabio Onidi         | Italie           | Motorsport Arena SG Formula      | 6                |
| 21e        | Daniel Zampieri     | Italie           | Cram Competition                 | 4                |
| 22e        | Jules Bianchi       | France           | SG Formula                       | 4                |
| 23e        | Adrian Quaife-Hobbs | Royaume-Uni      | BVM Minardi Team                 | 3                |
| 24e        | Andrea Caldarelli   | Italie           | Prema Powerteam                  | 2                |
| 25e        | Federico Muggia     | Italie           | Cram Competition                 | 2                |
| 26e        | Martin Plowman      | Royaume-Uni      | Prema Powerteam                  | 1                |

## Classement des écuries
| Classement | Équipe                | Pays      | Nombre de points |
| ---------- | --------------------- | --------- | ---------------- |
| 1er        | Epsilon RedBull       | Espagne   | 246              |
| 2e         | SG Formula            | France    | 240              |
| 3e         | Motorsport Arena      | Allemagne | 130              |
| 4e         | Jenzer Motorsport     | Suisse    | 84               |
| 5e         | Epsilon Euskadi       | Espagne   | 71               |
| 6e         | Prema Powerteam       | Italie    | 55               |
| 7e         | District Racing       | Roumanie  | 44               |
| 8e         | BVM Minardi Team      | Italie    | 23               |
| 9e         | Graff Racing          | France    | 22               |
| 10e        | Boutsen Energy Racing | Belgique  | 22               |
| 11e        | Cram Competition      | Italie    | 6                |